# Lille præriehøne
Lille præriehøne (latin: Tympanuchus pallidicinctus) er en fasanfugl, der lever i det centrale USA.